# Fernandoa
Fernandoa é um género botânico pertencente à família Bignoniaceae.

## Sinonímia
Ferdinanda, Ferdinandia, Ferdinandoa, Fernandia, Haplophragma, Hexaneurocarpon, Kigelianthe, Spathodeopsis, Tisserantodendron

### Espécies
São 15 espécies:
| - Fernandoa abbreviata - Fernandoa adenophylla - Fernandoa adolfi - Fernandoa bracteata - Fernandoa brilletii - Fernandoa coccinea - Fernandoa collignonii - Fernandoa ferdinandi | - Fernandoa guangxiensis - Fernandoa lutea - Fernandoa macrantha - Fernandoa macroloba - Fernandoa madagascariensis - Fernandoa mortehanii - Fernandoa serrata |